# BXゆとりフォーム
BXゆとりフォーム株式会社(英文社名：BX Yutoriform Co., Ltd.)は、東京都豊島区に本社を置き、リフォームを専門に行う企業である。

## 概要
BXゆとりフォーム株式会社は、首都圏で20店舗を展開しており、文化シヤッターのグループ会社である。
建設業 国土交通大臣許可（般-27） 第21610号。一級建築士事務所（東京都知事登録 第51883号）。

## 沿革
- 1997年 4月 - 文化シヤッターの新規事業としてゆとりフォームを事業開始、本店東京都板橋区に板橋店開設
- 1998年 2月 – 東京都練馬区に練馬店開設
- 1998年 7月 – 東京都世田谷区に世田谷店開設
- 1998年11月 – 東京都武蔵野市に武蔵野店開設
- 1999年 4月 – 東京都足立区に足立店開設
- 2000年 5月 – 東京都新宿区に新宿店、品川区に品川店開設
- 2000年 6月 – 東京都墨田区に墨田店、大田区に大田店、埼玉県さいたま市に浦和店開設
- 2001年11月 - JERCO 「リフォームデザインコンテスト」 第9回 全国大会 最優秀賞[5]
- 2002年 3月 - 売上高50億円、11店舗となる東京都江戸川区に江戸川店開設
- 2003年 4月 – 千葉県松戸市に松戸店、船橋市に船橋店開設
- 2003年 5月 – 千葉県千葉市に千葉店開設
- 2003年 8月 - 埼玉県所沢市に所沢店開設
- 2003年11月 – 神奈川県横浜市に横浜店開設
- 2005年 3月 - 売上高90億
- 2005年11月 - JERCO 「リフォームデザインコンテスト」 第13回 全国大会 佳作[6]
- 2006年 4月 - ゆとりフォーム株式会社として文化シヤッターより分社・独立
- 2006年11月 - JERCO 「リフォームデザインコンテスト」 第14回 全国大会 優秀賞
- 2008年 4月 -  栃木県小山市に小山店開設
- 2008年 6月 -  千葉県八千代市に八千代店（現佐倉店）開設
- 2008年 7月 -  神奈川県横浜市に鶴見店開設
- 2011年 4月 -  神奈川県相模原市に相模原店開設
- 2012年 4月 -  神奈川県川崎市に生田店開設
- 2012年 6月 -  埼玉県越谷市に越谷店開設
- 2013年 4月 -  大田店を品川店・鶴見店に統合／小山店を浦和店・越谷店に統合
- 2014年 12月 - 横浜店を保土ヶ谷店に移転・名称変更
- 2015年 2月 - 八千代店を佐倉店に移転・名称変更／船橋店移転
- 2015年 10月 - BXゆとりフォーム株式会社に社名変更
- 2015年 10月 - 東京都八王子市に八王子店開設
- 2015年 10月 - 千葉県柏市に柏店開設
- 2016年 1月 - 埼玉県さいたま市に大宮店開設
- 2016年 3月 - 神奈川県大和市に大和店開設
- 2017年 8月 - 東京都豊島区に本社を移転
- 2017年 9月 - 相模原店と大和店を相模店に統合
- 2017年 11月 - 柏店・松戸店を柏店に統合／浦和店・越谷店を浦和店に統合
- 2018年 4月 - 武蔵野店・八王子店を武蔵野店に統合

## 事業所
- 東京都内支店
  - 足立店
  - 板橋店
  - 江戸川店
  - 品川店
  - 新宿店
  - 墨田店
  - 世田谷店
  - 練馬店
  - 武蔵野店
- 千葉県内支店
  - 千葉店
  - 船橋店
  - 松戸店
  - 佐倉店
  - 柏店
- 神奈川県内支店
  - 保土ヶ谷店
  - 鶴見店
  - 生田店
  - 相模店
- 埼玉県内支店
  - さいたま店
  - 所沢店